# DJB-103
DJB-103 je naziv za desantno-jurišni brod koji je izgrađen 1977. za potrebe bivše jugomornarice u velolučkom brodogradilištu "Greben, a izvorno je nosio naziv DJČ-612 (desantno-jurišni čamac). Brod DJČ-103 je prvi ratni brod koji je istaknuo hrvatsku zastavu, te kao takav predstavlja prvi brod Hrvatske ratne mornarice. Također je prvi ratni brod Hrvatske ratne mornarice koji je 21. veljače 1992. uplovio u ratnu luku "Lora".

## Povijest

### Pozadina događanja
Događaj o kome je riječ otpočeo je odmah nakon osnutka HRM-a, 12. rujna 1991. Zapovjednik HRM-a admiral Sveto Letica je preko Ivana Barćota saznao da je u brodogradilištu Greben u Veloj Luci pri kraju remont jednog od DJČ-a i da je spreman za plovidbu, a djelatnici brodogradilišta odgađaju njegovu primopredajom. Admiral se nije premišljao već je odmah poduzeo mjere da se brod ni po koju cijenu ne vraća u flotu JRM-a, već da se sprovede na skrovito mjesto, na kome ga JRM neće moći naći.
Admiral je konzultirao Miroslava Lozinu čija je uloga bila da nađe ljude koji će preuzeti brod i odvesti ga na neko skrovito mjesto. Bio je to riskantan zadatak. U to vrijeme vladala je na moru pomorska blokada koju je oglasila JRM i vrijedila je opća zabrana plovidbe za sve brodove. Na srednjodalmatinskom području tu zadaću je provodila Taktička grupa (TG) "Kaštela" koja je imala uz veliki ophodni brod (VPBR), 2 raketne topovnjače (RTOP-a), 2 raketna čamca (RČ-a), 2 torpedna čamca (TČ-a) i nekoliko manjih brodova (PČ, DJČ, barkase), te je bila apsolutnom gospodaricom situacije. Stupanj provedbe blokade bio je vrlo velik. S otoka su vraćani čamci koji su prevozili bolesnike na dijalizu u splitske bolnice, zabranjeno je bilo isplovljavanje ribaricama i svemu onome što je moglo prevoziti ljude. Ploviti je mogao samo onaj koji je imao dopuštenje vojnih vlasti, a to je značilo da se nešto prevozi za njihove potrebe.

### Odlazak u Velu Luku kroz blokadu
Na prijedlog Miroslava Lozine izbor je pao na dva pomorca s Brodospasovog seizmičkog broda (za ispitivanje podmorja i ujedno oceanskog remorkera) Junaka. Oba su bili časnici palube. Bili su to Ante Franičević i Ivan Matić. Obojica, iako mladi, bili su već iskusni pomorci s dosta godina pomoračkog staža što je jamčilo da će posao obaviti kako treba.

Admiral Letica je uputio dvojicu pomoraca da se dolaskom u Velu Luku jave direktoru "Grebena" Žanetiću koji će ih uputiti u detalje i omogućiti preuzimanje broda.
U trajektnoj luci prije ukrcaja u trajekt za Velu Luku, koji je slučajno radi prijevoza za JNA imao ekskluzivno pravo isplovljenja, ukrcala su se dvojica pomoraca. Prije samoga ukrcaja ljudi iz sastava osiguranja admirala Letice (Ivica Perišić Pele i Frane Milić) dali su im oružje. To je bio jedan kalašnjikov s dva okvira streljiva i sačmarica.
Trajekt je isplovio 14. rujna 1991. u 15 sati rutom kroz Splitska vrata Pakleni kanal, na rt Proizd i u Velu Luku. Za vrijeme vožnje dvojica pomoraca su mogli bolje promotriti postavišta brodova JRM-a. Isti su se premještali i manevrirali u odnosu na svoj zapovjedni brod, koji je tada bio VPBR-31 Split.

Trajekt je 14. rujna pristao u Velu Luku oko 18 sati. Dvojicu pomoraca je na ulazu velolučkoga škvera dočekao direktor Žanetić. Odveo ih je do broda DJČ-612 te ih usput upoznao s dvojicom strojara iz poduzeća koji su radili na održavanju brodskih motora, između ostalih i na DJČ-u.

### Odvođenje broda iz Vele Luke prema Omišu
Pri razgledavanju broda pomorci su vidjeli da brod na sebi nema naoružanje, navigacijski radar Decca 1216 bio je izvan funkcije a nisu radila niti navigacijska svjetla. Nakon letimičnog razgledavanja broda dogovoren je sastanak pomoraca iz HRM-a i strojara iz Grebena na velolučkoj rivi. Tu su dogovoreni detalji preuzimanja broda i njegovog odvoženja na sigurno mjesto, kao i to da će s brodom isploviti i strojari. Franičević je nazvao admirala i priopćio mu je kako namjeravaju s brodom isploviti u 21,30 i da će se uputiti prema, kako je prije dogovoreno, Omišu. Vrijeme plovidbe noću izabrano je kao logično rješenje. Po danu nije bilo šanse da se prođe, a po noći bi se moglo stići do Omiša vozeći obilaznim rutama, izbjegavaći splitski akvatorij gdje je koncentracija brodova jugomornarice bila najveća.

Isplovljenje je proteklo u redu. Brodom je upravljao Ivan Matić, a Franičević i Živković izašli su na palubu kako bi motrili ima li protivničkih brodova. Vrijeme je bilo idealno za plovidbu. Svjetionici u tom području nisu bili pogašeni, jer su radili u automatskom modu, pa su pomorcima bili od pomoći. Brod su okrenuli prema hridi Lukavci neprekidno motreći akvatorij da bi na vrijeme ako je moguće izbjegli bilo kakvo iznenađenje. Stoga su nastojali da se domognu što prije rta Sućurja na otoku Hvaru i podiđu uz obalu, jer su tamo, ako ništa drugo imali mogućnost nasukavanja broda i pobjegnu na obalu.
 
Prošli su otočić Šćedro koji je nekako na sredini otoka Hvara i išli prema Lovištu. Subočice Lovištu primijećeno je da se desni motor previše grije te su morali smanjivati brzinu. Brod je i bio u remontu zbog toga motora koji se i dalje pregrijavao te često kvario te se brzina smanjuje na 20 čv kako motor nebi potpuno otkazao.  Od rta Sućuraj na Hvaru DJČ je išao oštro prema obali nastojeći čim prije doći u zaklonište obale, a onda će biti daleko lakše voziti skriven u sjenci obale. Kad su bili na pola puta između Sućurja i obale, pojavio se iz Hvarskog kanala neki ratni brod koji je žurio u pomoć svojima ispred pločanske luke. Prošao je pored DJČ-a, po na oko 3 nm. DJČ se približio obali kod Zaostroga i okrenuo je put Makarske i Omiša.
U Omiš su stigli 15. rujna 1991. u dva sata. Unaprijed je dogovoreno da pristanu uz pokretni most u Omišu i da će nakon toga brod odvući uz Cetinu i vezati ga u kanjonu Cetine gdje će biti skriven od pogleda s kopna i zraka. Manevar pristajanja uz most unatoč struji Cetine je uspio; brod je prošao most i lagano vozeći uz riječnu struju plovio naprijed. Mornarica je angažirala jednog ronioca koji je pregledao mjesto veza i upozoravao na moguće plićine. Brod je na kraju 15. rujna oko pet sati vezan u tzv. vez na neizgrađenu obalu ispred zgrade Dalmacijeturista. Na obali su rasle vrbe i druga visoka i razgranata stabla koja su štitila brod od pogleda s kopna i zraka.

## Kasnije djelovanje

### Domovinski rat
Još prije uplovljenja u luku «Lora», dok je izvršavao zadaće po Kaštelanskom zaljevu, 13. studenoga 1991., na brod su iz smjera «Lore» otvorili topničku vatru pripadnici bivše JRM no bez uspjeha. Kasnije je brod preimenovan u DBM-103 (desantni brod motorni) te je u veljači 1992. sudjelovao u uplovljavanju u dubrovačku luku Gruž donoseći pomoć. Tijekom 1993. prebaziran je u zadarski akvatorij gdje je također obavljao prijevoz vojne tehnike i ljudstva, te tako spajao jug Hrvatske s ostatkom zemlje.

### Povlačenje iz službe
Nakon rata, brod je uglavnom služio za obuku mornara HRM-a te je bio smješten u ratnoj luci Lori. 2006. je i službeno povučen iz službe te je darovan Hrvatskom pomorskom muzeju u Splitu, a 9. listopada 2008. je izvršena i službena primopredaja. Brod će biti potpuno obnovljen uz vraćanje naoružanja i popravak motora te će biti korišten za obilježavanje različitih pomorskih obljetnica.

## Naoružanje
- 1 top M-71 kalibra 20 mm
- 1 bacač granata BP-30 kalibra 30 mm.

Brod je imao i ugrađeni britanski radar Decca 101 nav., te autonomnost od 2 dana i doplov od 320 nm.